# Schilling von Cannstatt

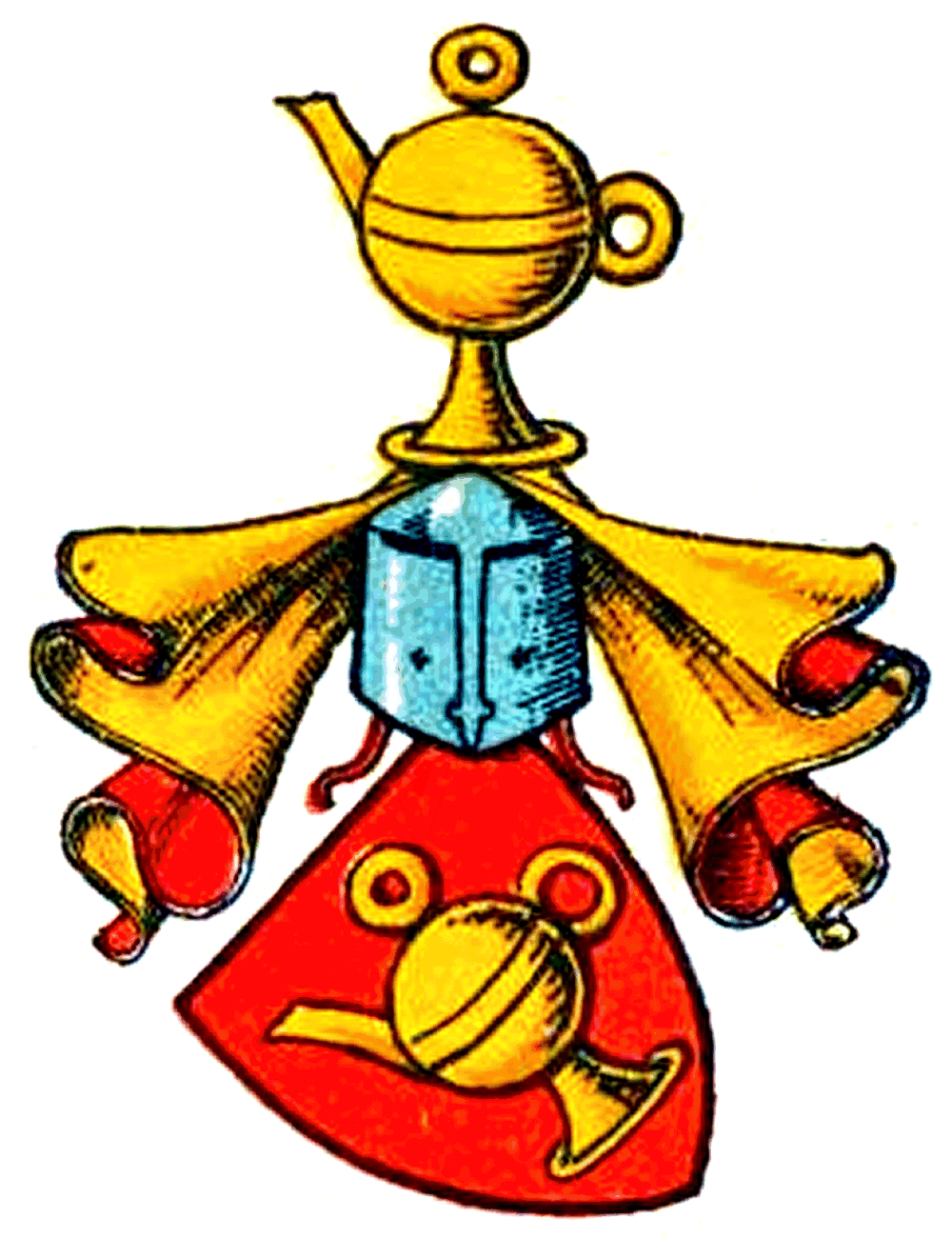
Wappen derer Schilling von Cannstatt

Schilling von Cannstatt (auch Schilling von Canstatt oder Schilling von Canstadt) ist der Name eines alten schwäbischen Adelsgeschlechts, das möglicherweise auf die Schilling von Lahnstein zurückgeht.

## Geschichte
Einer der ersten gesicherten Angehörigen des Geschlechts von Schilling ist der ab dem Jahre 1268 in Urkunden genannte Heinricus dictus Scilling. Er gehörte zur Burgmannschaft der Burg Hohenneuffen nordöstlich von Reutlingen und nannte sich ab 1278 Ritter.
Den späteren Sitz zu Cannstatt bei Stuttgart hat das Geschlecht, das schon früh das Amt des Erbschenken von Schwaben erlangte, als dauerhaften Beinamen übernommen. Im Laufe der Zeit bildeten sich verschiedene Äste, deren Angehörige vor allem dem Haus Württemberg dienten. Zu den bekanntesten Persönlichkeiten zählte Georg Schilling von Canstatt (1490–1554). Er war Großprior des Johanniterordens für Deutschland und als solcher Reichsfürst von Heitersheim.
Mit dem Erwerb der Herrschaft Hohenwettersbach 1725 waren die Herren Schilling von Cannstatt bis 1805 Mitglied im Ritterkanton Neckar-Schwarzwald des Schwäbischen Ritterkreises und damit Reichsritter. Bereits 1542 bis 1659 und 1722 gehörte ein Zweig der Familie zum Ritterkanton Kocher, wegen des Besitzes von Bodelshofen und Sulzburg.
Seit der ersten Hälfte des 18. Jahrhunderts erlangte das Geschlecht in der Grafschaft Baden bedeutenden Grundbesitz. 1911 erfolgte eine großherzoglich-badische Bestätigung des Freiherrenstandes auf Grund alter Zugehörigkeit zur Schwäbischen Reichsritterschaft. Eine Einzelfamilie wurde schon 1879 im Königreich Bayern freiherrlich anerkannt. Eine weitere englisch-nordamerikanische Linie hatte den Adelstitel abgelegt.

## Wappen
Das Stammwappen zeigt in Rot eine goldene Kanne. Auf dem bekrönten Helm die Kanne als Helmzier. Die Helmdecken sind rot-golden.

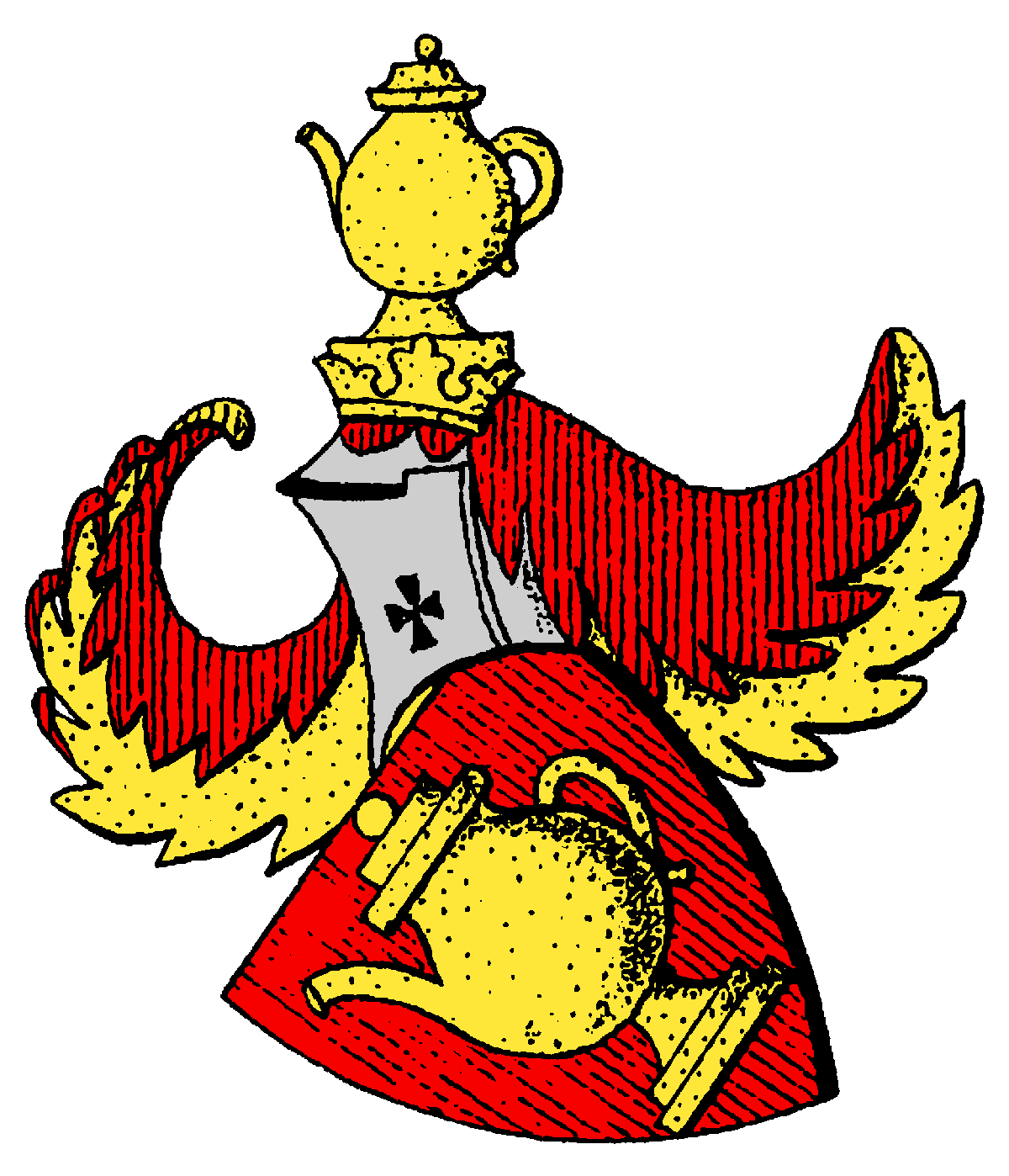
Wappen im gotischen Stil
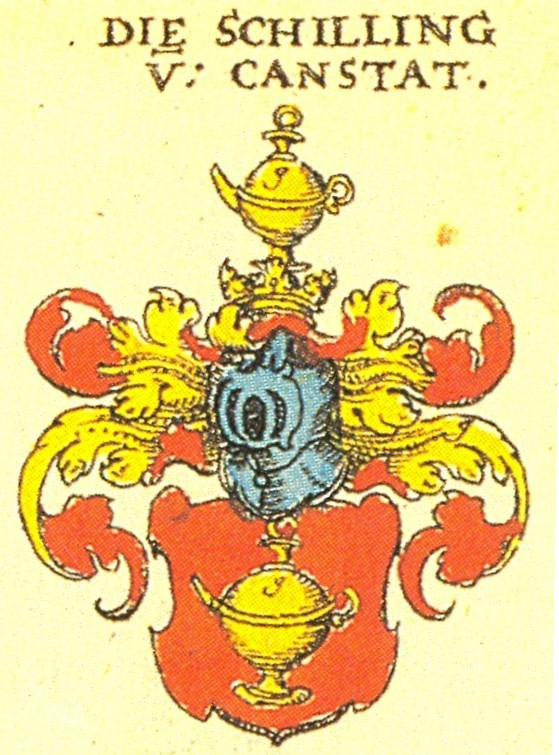
Wappen aus Siebmachers Wappenbuch von 1605
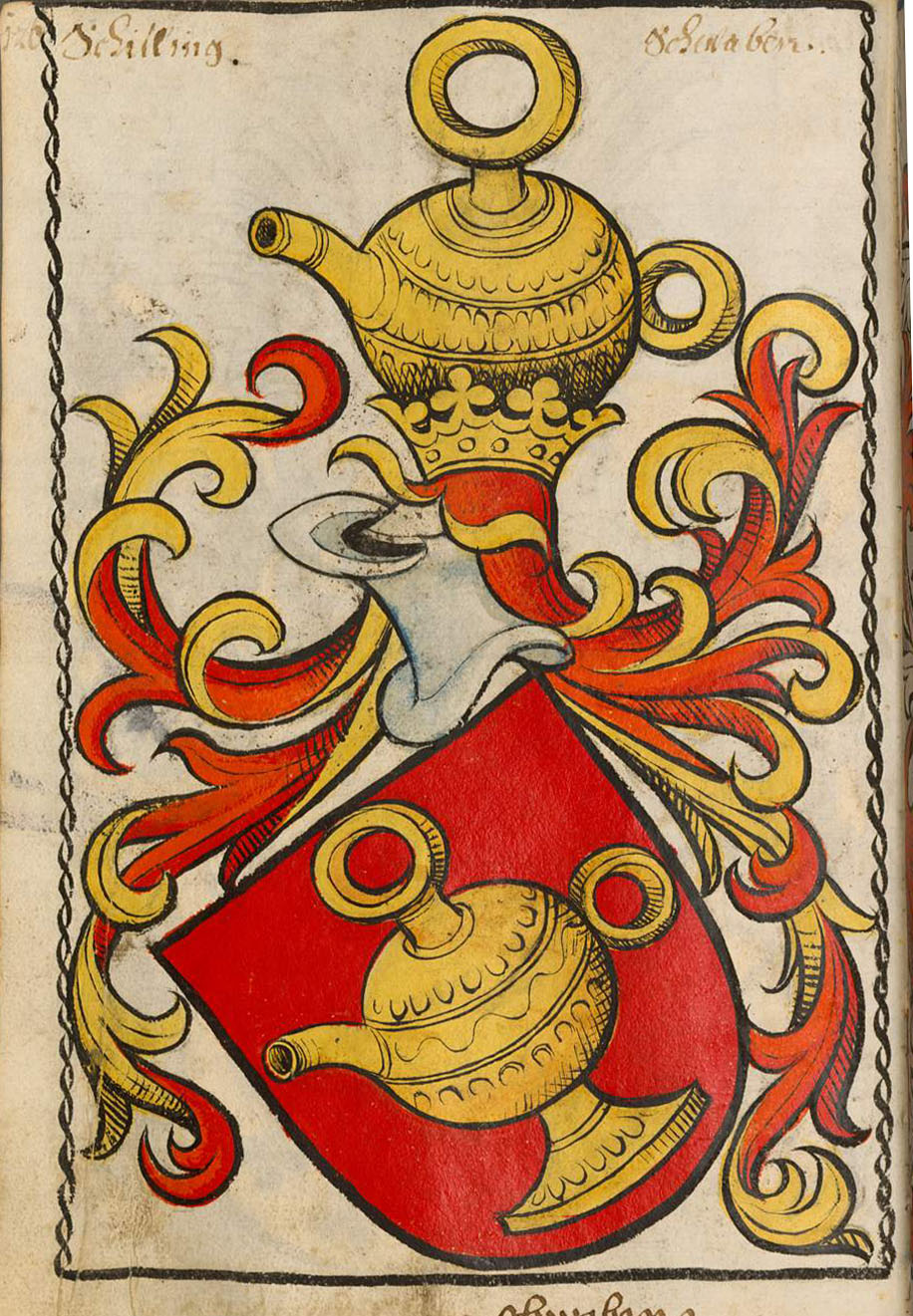
Wappen aus dem Scheiblerschen Wappenbuch

## Bekannte Familienmitglieder
- Ulrich Schilling von Cannstatt (1485–1552), Erbschenk in Schwaben, Herr zu Tübingen und Doctor juris.
- Georg Schilling von Cannstatt (1490–1554), Großbailli des Malteserordens und Großprior und Reichsfürst zu Heitersheim
- Ludwig Friedrich Schilling von Canstatt (1634–1729), Baden-durlachischer Generalmajor und Generalquartiermeister des schwäbischen Kreises, Ritter des badischen Ordens der Treue, Freiherr zu Owen und Thalheim
- Anna Juliane von Benckendorff, geb. Schilling von Cannstatt (1746–1797), Gattin von Christoph von Benckendorff und Mutter von Alexander von Benckendorff, Konstantin von Benckendorff und Dorothea von Lieven
- Paul Ludwig Schilling von Cannstatt (1786–1837), Orientalist und Drucker, Erfinder des Fünfnadeltelegraphen
- Wilhelm Schilling von Canstatt (1841–1910), preußischer Generalleutnant
- Karl Schilling von Canstatt (1843–1899), deutscher Ornithologe
- Eitel Friedrich Schilling von Cannstatt (1904–1997), Gründer und erster Lizenzträger des Mannheimer Morgen
- Heinz Schilling von Cannstatt (1918–2007), deutscher Unternehmer
- Rainer Freiherr Schilling von Canstatt (1935–2007), Verleger